# Мікель Гогорса
Міке́ль Йо́ган Гого́рса Крю́гер-Йо́нсен (дан. Mikel Johan Gogorza Krüger-Johnsen; нар. 27 вересня 2006) — данський футболіст, вінгер клубу «Мідтьюлланн».

## Клубна кар'єра
Вихованець команд «Болдклуббен 1903», БСВ, «Люнгбю» і «Копенгаген», а 2020 року приєднався до академії «Мідтьюлланна».
18 лютого 2024 року дебютував в основному складі «Мідтьюлланна» в матчі Суперліги проти «Брондбю», вийшовши на заміну Адаму Габріелу. 14 травня 2024 року продовжив контракт з клубом.
21 серпня 2024 року в матчі кваліфікації Ліги чемпіонів УЄФА проти братиславського «Слована» дебютував у єврокубках. 1 грудня 2024 року в поєдинку Суперліги проти «Вайле» забив свій перший гол у професіональній кар'єрі. 22 лютого 2025 року продовжив контракт з «Мідтьюлланном» до грудня 2029 року.
7 серпня 2025 року в матчі Ліги Європи УЄФА проти норвезького «Фредрікстада» забив свій перший гол у єврокубках.

## Кар'єра в збірній
Виступав за збірні Данії до 18 і до 19 років. В липні 2024 року виступав за збірну до 19 років на юнацькому чемпіонаті Європи 2024 в Північній Ірландії. На турнірі провів 3 матчі, відзначившись по голу проти збірних Іспанії та Туреччини, а данці в підсумку посіли останнє місце в групі.

## Особисте життя
Має дансько-баскське походження: його матір з Данії, а батько родом з Країни Басків.

## Статистика виступів
Станом на 14 серпня 2025 
| Клуб              | Сезон             | Чемпіонат         | Чемпіонат | Чемпіонат | Кубок | Кубок | Єврокубки | Єврокубки | Інші  | Інші | Всього | Всього |
| Клуб              | Сезон             | Дивізіон          | Матчі     | Голи      | Матчі | Голи  | Матчі     | Голи      | Матчі | Голи | Матчі  | Голи   |
| ----------------- | ----------------- | ----------------- | --------- | --------- | ----- | ----- | --------- | --------- | ----- | ---- | ------ | ------ |
| Мідтьюлланн       | 2023–24           | Суперліга         | 1         | 0         | 0     | 0     | 0         | 0         | —     | —    | 1      | 0      |
| Мідтьюлланн       | 2024–25           | Суперліга         | 21        | 3         | 2     | 0     | 8         | 0         | —     | —    | 31     | 6      |
| Мідтьюлланн       | 2025–26           | Суперліга         | 4         | 0         | 0     | 0     | 4         | 1         | —     | —    | 8      | 1      |
| Всього за кар'єру | Всього за кар'єру | Всього за кар'єру | 26        | 3         | 2     | 0     | 12        | 1         | 0     | 0    | 40     | 4      |

1. ↑  1 матч в Лізі чемпіонів УЄФА, 7 матчів у Лізі Європи УЄФА
2. ↑  Матчі в Лізі Європи УЄФА

## Досягнення
«Мідтьюлланн»
- Чемпіон Данії: 2023–24[16]